# Chipping Ongar
Chipping Ongar is een plaats en civil parish in het bestuurlijke gebied Epping Forest, in het Engelse graafschap Essex met 6.069 inwoners.